# Джаяпіда Вінаядітья
Джаяпіда  (*гінді जयपीड, д/н — 813) — самраат Кашмірської держави в 779—813 роках.

## Життєпис
Походив з династії Каркота. Син самраата Ваджрадітьї і Амртапрабхи. Отримав ім'я Вінаядітья. 779 року було повалено самраата Санграмапіду I. Імовірний спадкоємець Трібхуванапіда відмовився від трону, який зайняв Вінаядітья, взявши ім'я Джаяпіда.
Згідно Кальхани очолював численні військові кампанії, намагаючись відновити кордони держави часів самраата Муктапіди. Втім вважається, що розповідь Кальхани є перебільшеною, відсутні додаткові джерела, що підтверджують перемоги самраата. Разом з тим ймовірно 780 року допоміг тюркській династії Тархан опанувати Гілгітом, де влада імперії Тан стала номінальною. Також можливе встановлення зверхності над Балтистаном на початку 800-х років, оскільки Тибетська імперія була зайнята війною з Імперією Тан.
Припускають, що деякий час боровся за владу над містом-державою Каннаудж. Є згадка про перемогу над магарджею Джаянтою, володарем Куч-Бехара. Це місто тривалий час було важливим центром Камарупи в сучасній Бенгалії. Низці вченим похід кашмірського самраата так далеко за умови існування потужної держави Гуджара-Пратіхарів видається сумнівним. Разом з тим відомості про кампанії в регіоні Гангу перегукуються зі свідченнями про походи Дгармапали махараджахіраджи держави Пала, що нібито підкорив Гандхару і Кашмір. Напевне Джаяпіді вдалося відбити вторгнення Дгармапали, який змушений був укласти мирну угоду, закріплену шлюбом між родичкою і самраатом. Оскільки Пала володіли землями уздовж Гангу до Бенгальської затоки придворні пишномовці оголосили Джаяпіду володарем усіх цих земель. За іншою версією, він пройшов Гангом, підкоривши Каннаудж, а потім посадив на трон Камарупи Джаянту (можливо тотожній Саламбхі з династії Млеччха). Через віддаленність від основих баз і заворушення в самому Кашмірі не зміг закріпити завоювання. Також згідно Кальхани самраату довелося придушувати заколот свого зятя Джаджи (Джаффи), який вирішив скористатися відсутністю Джаяпіди підчас одного з походів. Крім того, є згадка, що він зазнав поразки від військ Пала чи Тибету, потрапивши у полон в Непалі. За відмову від Каннауджа отримав свободу. В будь-якому самраат Кашміру брав участь у попередньому етапі боротьби за долину Ганга наприкінці VIII — початку IX ст. В результаті Джаяпіда зберіг під владою Кашмір, Пенджаб й верхню частину долини Ганг.
Припускають, що на відміну від попередників надавав підтримку брагманам. Навіть приймав в своїй державі брагманських втікачів з Індського басейну та Дравіди. Наказав спорудити місто Джаяпур (тепер село Андеркот). Для зберігання води було споруджено систему башт (отримало назву Двараваті) в Багіркуті (в околицях сучасного міста Сумбал).
Був покровителем поетів, митців, вчених. При його дворі працювали Вамана Бхатта (написав «Кавьяламкаравртті»), Дамодар Гупта написав «Куттанімата» (розгорнутий опис кашмірського мистецтва та культури того часу), Кшірасвамін (склав коментарі до словника «Амаркоша»), Бхатта Удбхата, Таккія, Санкаданта, Катака і Сандхіма.
В останні роки виявив себе тираном. Але це згідно Кальхани. Причиною цьому стало намагання обмежити надмірне володіння спеціальними землями (аграхарами) брагаманами, що навіть могли кинути виклик володареві. Було впроваджено опадаткування брагманів, які змушені частково залишити Кашмірську державу.
Помер Джаяпіда 813 року. Йому спадкував син Лалітапіда